# Lista över fornlämningar i Gotlands kommun (Västergarn)
Lista över fornlämningar i Gotlands kommun (Västergarn) är en förteckning av ett urval av de fornlämningar som finns i Västergarn i Gotlands kommun.
| Namn                        | Lämningstyp                      | Tillkomsttid | Historisk indelning | Plats             | Läge                 | ID-nr          | Bild                                      |
| --------------------------- | -------------------------------- | ------------ | ------------------- | ----------------- | -------------------- | -------------- | ----------------------------------------- |
| Västergarn 2:1              | Hällristning                     |              | Västergarn, Gotland |                   | 57.453036, 18.144763 | 11100000001089 | Ladda upp en till bild av detta fornminne |
| Västergarn 3:1              | Stensättning                     |              | Västergarn, Gotland |                   | 57.455488, 18.147033 | 10097900030001 | Ladda upp en till bild av detta fornminne |
| Västergarn 3:2              | Stensättning                     |              | Västergarn, Gotland |                   | 57.455409, 18.147116 | 10097900030002 | Ladda upp en bild av detta fornminne      |
| Västergarn 4:3              | Grav- och boplatsområde          |              | Västergarn, Gotland |                   | 57.457559, 18.147404 | 10097900040003 | Ladda upp en bild av detta fornminne      |
| Västergarn 5:2              | Stensättning                     |              | Västergarn, Gotland |                   | 57.449367, 18.148001 | 10097900050002 | Ladda upp en bild av detta fornminne      |
| Västergarn 5:3              | Grav markerad av sten/block      |              | Västergarn, Gotland |                   | 57.449115, 18.148056 | 10097900050003 | Ladda upp en bild av detta fornminne      |
| Västergarn 5:4              | Grav markerad av sten/block      |              | Västergarn, Gotland |                   | 57.449044, 18.147258 | 10097900050004 | Ladda upp en bild av detta fornminne      |
| Västergarn 6:1              | Röse                             |              | Västergarn, Gotland |                   | 57.449935, 18.185718 | 10097900060001 | Ladda upp en bild av detta fornminne      |
| Västergarn 10:1             | Röse                             |              | Västergarn, Gotland |                   | 57.461082, 18.183854 | 10097900100001 | Ladda upp en bild av detta fornminne      |
| Västergarn 11:1             | Röse                             |              | Västergarn, Gotland |                   | 57.459026, 18.184580 | 10097900110001 | Ladda upp en bild av detta fornminne      |
| Västergarn 12:1             | Röse                             |              | Västergarn, Gotland |                   | 57.459160, 18.179857 | 10097900120001 | Ladda upp en bild av detta fornminne      |
| Västergarn 13:1             | Röse                             |              | Västergarn, Gotland |                   | 57.457599, 18.181266 | 10097900130001 | Ladda upp en bild av detta fornminne      |
| Västergarn 13:2             | Stensättning                     |              | Västergarn, Gotland |                   | 57.457503, 18.181118 | 10097900130002 | Ladda upp en bild av detta fornminne      |
| Västergarn 15:1             | Husgrund, förhistorisk/medeltida |              | Västergarn, Gotland |                   | 57.459192, 18.192353 | 11000000003176 | Ladda upp en bild av detta fornminne      |
| Västergarn 15:2             | Husgrund, förhistorisk/medeltida |              | Västergarn, Gotland |                   | 57.459151, 18.193343 | 11000000003177 | Ladda upp en bild av detta fornminne      |
| Västergarn 15:3             | Husgrund, förhistorisk/medeltida |              | Västergarn, Gotland |                   | 57.459099, 18.193749 | 11000000003178 | Ladda upp en bild av detta fornminne      |
| Västergarn 15:4             | Husgrund, förhistorisk/medeltida |              | Västergarn, Gotland |                   | 57.458905, 18.193982 | 11000000003179 | Ladda upp en bild av detta fornminne      |
| Västergarn 15:5             | Husgrund, förhistorisk/medeltida |              | Västergarn, Gotland |                   | 57.458561, 18.194378 | 11000000003180 | Ladda upp en bild av detta fornminne      |
| Västergarn 15:8             | Hällristning                     |              | Västergarn, Gotland |                   | 57.458891, 18.193984 | 11100000001090 | Ladda upp en bild av detta fornminne      |
| Västergarn 16:1             | Fornborg                         |              | Västergarn, Gotland |                   | 57.464276, 18.174434 | 10097900160001 | Ladda upp en bild av detta fornminne      |
| Västergarn 17:1             | Stenkrets                        |              | Västergarn, Gotland |                   | 57.464082, 18.186379 | 10097900170001 | Ladda upp en bild av detta fornminne      |
| Västergarn 17:2             | Stenkrets                        |              | Västergarn, Gotland |                   | 57.464000, 18.186387 | 10097900170002 | Ladda upp en bild av detta fornminne      |
| Västergarn 18:1             | Röse                             |              | Västergarn, Gotland |                   | 57.463634, 18.187447 | 10097900180001 | Ladda upp en bild av detta fornminne      |
| Västergarn 19:1             | Stenkrets                        |              | Västergarn, Gotland |                   | 57.464808, 18.195888 | 10097900190001 | Ladda upp en bild av detta fornminne      |
| Västergarn 20:1             | Stensättning                     |              | Västergarn, Gotland |                   | 57.454115, 18.181856 | 10097900200001 | Ladda upp en bild av detta fornminne      |
| Västergarn 21:1             | Husgrund, förhistorisk/medeltida |              | Västergarn, Gotland |                   | 57.454830, 18.176916 | 10097900210001 | Ladda upp en bild av detta fornminne      |
| Västergarn 23:1             | Gravfält                         |              | Västergarn, Gotland |                   | 57.456395, 18.147040 | 10097900230001 | Ladda upp en till bild av detta fornminne |
| Västergarn 24:1             | Kyrka/kapell                     |              | Västergarn, Gotland |                   | 57.441005, 18.150652 | 10097900240001 | Ladda upp en till bild av detta fornminne |
| Västergarn 25:1             | Borg                             |              | Västergarn, Gotland |                   | 57.440998, 18.151272 | 10097900250001 | Ladda upp en till bild av detta fornminne |
| G 192 (Västergarn 28:1)     | Runristning                      |              | Västergarn, Gotland | Västergarns kyrka | 57.440930, 18.150713 | 10097900280001 | Ladda upp en till bild av detta fornminne |
| Västergarn 30:1             | Grav markerad av sten/block      |              | Västergarn, Gotland |                   | 57.448503, 18.149112 | 10097900300001 | Ladda upp en bild av detta fornminne      |
| Västergarn 32:1             | Stensättning                     |              | Västergarn, Gotland |                   | 57.465584, 18.183594 | 10097900320001 | Ladda upp en bild av detta fornminne      |
| Västergarn 33:1             | Röse                             |              | Västergarn, Gotland |                   | 57.461670, 18.189224 | 10097900330001 | Ladda upp en bild av detta fornminne      |
| Västergarn 35:1             | Stensättning                     |              | Västergarn, Gotland |                   | 57.453448, 18.179403 | 10097900350001 | Ladda upp en bild av detta fornminne      |
| Västergarn 35:2             | Stensättning                     |              | Västergarn, Gotland |                   | 57.453471, 18.179171 | 10097900350002 | Ladda upp en bild av detta fornminne      |
| Västergarn 35:3             | Stensättning                     |              | Västergarn, Gotland |                   | 57.453523, 18.179254 | 10097900350003 | Ladda upp en bild av detta fornminne      |
| Västergarn 35:4             | Stensättning                     |              | Västergarn, Gotland |                   | 57.453578, 18.179385 | 10097900350004 | Ladda upp en bild av detta fornminne      |
| Västergarn 36:1             | Husgrund, förhistorisk/medeltida |              | Västergarn, Gotland |                   | 57.465404, 18.201210 | 10097900360001 | Ladda upp en bild av detta fornminne      |
| Västergarn 37:1             | Stensättning                     |              | Västergarn, Gotland |                   | 57.465010, 18.196947 | 10097900370001 | Ladda upp en bild av detta fornminne      |
| Västergarn 37:2             | Stensättning                     |              | Västergarn, Gotland |                   | 57.464905, 18.196753 | 10097900370002 | Ladda upp en bild av detta fornminne      |
| Skansudde (Västergarn 44:1) | Fästning/skans                   |              | Västergarn, Gotland |                   | 57.440720, 18.118378 | 10097900440001 | Ladda upp en bild av detta fornminne      |
| Västergarn 45:1             | Stensättning                     |              | Västergarn, Gotland |                   | 57.450976, 18.122750 | 10097900450001 | Ladda upp en bild av detta fornminne      |
| Västergarn 46:1             | Stensättning                     |              | Västergarn, Gotland |                   | 57.447700, 18.172154 | 10097900460001 | Ladda upp en bild av detta fornminne      |
| Västergarn 48:1             | Röse                             |              | Västergarn, Gotland |                   | 57.447859, 18.135286 | 10097900480001 | Ladda upp en bild av detta fornminne      |
| Västergarn 49:1             | Fästning/skans                   |              | Västergarn, Gotland |                   | 57.451339, 18.122905 | 10097900490001 | Ladda upp en bild av detta fornminne      |
| Västergarn 51:1             | Stensättning                     |              | Västergarn, Gotland |                   | 57.462972, 18.185573 | 10097900510001 | Ladda upp en bild av detta fornminne      |
| Västergarn 52:1             | Gravfält                         |              | Västergarn, Gotland |                   | 57.464561, 18.180649 | 10097900520001 | Ladda upp en bild av detta fornminne      |
| Västergarn 58:1             | Fornborg                         |              | Västergarn, Gotland |                   | 57.463881, 18.164812 | 10097900580001 | Ladda upp en bild av detta fornminne      |
| Västergarn 86               | Stensättning                     |              | Västergarn, Gotland |                   | 57.456954, 18.175366 | 12000000063728 | Ladda upp en bild av detta fornminne      |
| Västergarn 96               | Stensättning                     |              | Västergarn, Gotland |                   | 57.457212, 18.175594 | 12000000063738 | Ladda upp en bild av detta fornminne      |